# Thea Linhard-Böhm

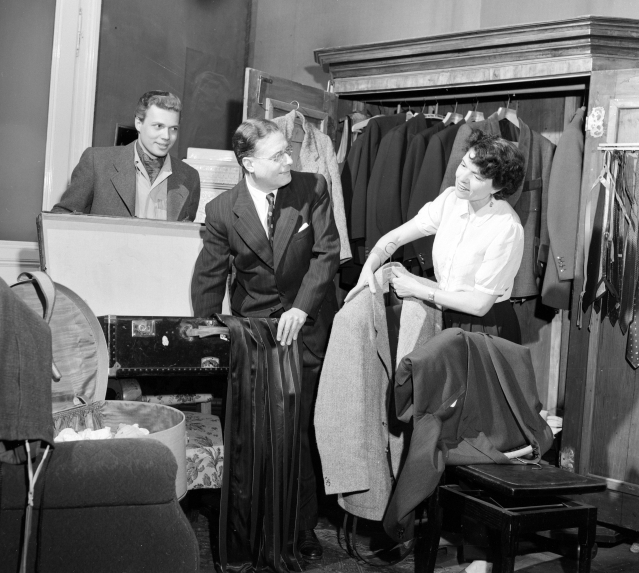
Thea Linhard-Böhm mit Ehemann Karl (Mitte) und Sohn Karlheinz Böhm

Thea Linhard-Böhm, geborene Thea Linhard, auch Thea Böhm (* 13. Februar 1903 in München; † 20. Oktober 1981 in Hamburg) war eine deutsche Opern- und Konzertsängerin (Sopran).

## Leben
Linhard war Schülerin der Sopranistin Maria Ivogün und gab bereits 1920 ihr Debüt am Stadttheater von Bamberg. Von 1921 bis 1926 trat sie in der Bayerischen Staatsoper in München auf, unter anderem in der Uraufführung der Oper Don Gil von den grünen Hosen von Walter Braunfels. Nach ihrer Heirat mit dem Dirigenten Karl Böhm, 1927, trat sie nur noch in Gastspielen auf, beispielsweise 1932 bei den Salzburger Festspielen in Joseph Haydns Die Schöpfung.
Ihr Sohn Karlheinz Böhm (1928–2014) und ihre Enkelin Katharina Böhm (* 1964) wurden bekannte Schauspieler.

## Veröffentlichungen
- O säume länger nicht, geliebte Seele (Arie der Susanna aus der Oper Le Nozze di Figaro, 4. Akt, Wolfgang Amadeus Mozart, Aufnahme von 1923) und Sagt holde Frauen, die ihr sie kennt (Kanzone des Cherubino aus der Oper Le Nozze di Figaro, 2. Akt, Wolfgang Amadeus Mozart, Aufnahme von 1923), Vox Schallplatten- und Sprechmaschinen-AG, VOX 02110
- Ach ich fühl’s, es ist verschwunden, ewig hin mein ganzes Glück (Arie der Pamina aus der Oper Die Zauberflöte, 2. Akt, Wolfgang Amadeus Mozart, Aufnahme von 1923) und Durch Zärtlichkeit und Schmeicheln (Arie des Blondchen aus der Oper Die Entführung aus dem Serail, Wolfgang Amadeus Mozart, Aufnahme von 1923), Vox Schallplatten- und Sprechmaschinen-AG, VOX 02111
- Lieder von Joseph Marx, Leo Blech, Richard Strauss (Aufnahme von 1951 bis 1954) Melodram, Reihe Live 50 Concerti Indimenticabili, MEL-218, 1983
- Karlheinz Böhm (Hrsg.): Die Lieder meiner Eltern. Schott Music & Media, Mainz und Pro Ethiopia, Mainz 2006, Bestellnummer KHB 403 2, EAN 4010228040326